# إيغدر عليا
إيغدر عليا (بالفارسية: ایگدر علیا) هي قرية تقع في غلستان في إيران. يقدر عدد سكانها بـ 1,391 نسمة .